# Basilinna
Basilinna é um gênero de aves apodiformes pertencente à família dos troquilídeos, que inclui os beija-flores. O gênero possui duas espécies, estas anteriormente colocadas em outros gêneros, que se encontram distribuídas restritamente em bosques de arbustos, carvalho e pinheiros, na península da Baixa Califórnia no sudoeste da América do Norte. Sendo um gênero recém-agrupado, as espécies possuem denominações vernaculares muito divergentes.
Anteriormente, ambas as espécies se encontram no gênero Hylocharis, também cunhada pelo naturalista alemão Friedrich Boie, em 1831. Tal reclassificação se deu após a publicação dos estudos filogenéticos moleculares de McGuire et al. em 2014 que, então, reagruparam a família dos beija-flores em um total de nove clados, em vez de dois. Um estudo posterior, de 2017, decidiria, finalmente, a reclassificação deste gênero. No caso de xanthusii, espécie seria movida de Basilinna, indo para Hylocharis, posteriormente, no início do século XXI, retornando para Basilinna.

## Sistemática e taxonomia
O nome do gênero deriva do termo em grego antigo homônimo, βασιλίννα, basilinna, literalmente "rainha", caracterizando uma espécie de título cerimonial que existia em Atenas durante o período helenístico dos gregos antigos. Seus epítetos específicos significam, respectivamente, uma combinação de termos gregos λευκος, léucos, significando "branco"; adicionado de -ωτις, -ōtis, literalmente "orelha", enquanto xanthusii, caracteriza uma dedicatória a John Xantus de Vesey, responsável pela coleção do holótipo. Com isso, existem as subespécies borealis, significando "norte" ou "boreal"; e pygmaeus, para "anão" ou "pigmeu".

### Espécies[1][2]
- Basilinna leucotis (Vieillot, 1818), beija-flor-de-orelha-branca – encontrado no sudoeste dos Estados Unidos à Nicarágua
  - Basilinna leucotis leucotis (Vieillot, 1818) — encontrado nas florestas de pinheiros do centro-sul do México a Guatemala
  - Basilinna leucotis borealis (Griscom, 1929) – montanhas do sudeste do Arizona ao norte do México
  - Basilinna leucotis pygmaeus (Simon & Hellmayr, 1908) – encontrado nas florestas de altitude de El Salvador, Honduras e Nicarágua
- Basilinna xanthusii (Lawrence, 1861), beija-flor-de-fronte-preta — encontrado na região árida do sul da Baixa Califórnia